# Battlefield Play4Free
| Русскоязычные издания | Русскоязычные издания |
| Издание               | Оценка                |
| --------------------- | --------------------- |
| PlayGround.ru         | 6,5/10                |

Battlefield: Play4Free — многопользовательская компьютерная игра в жанре тактического шутера, разработанная Digital Illusions CE. Игра распространялась по модели free-to-play. Вышла 30 марта 2011 года. 14 июля 2015 года проект прекратил своё существование.
Классы бойцов и вооружение были взяты из Battlefield: Bad Company 2, а карты использовались из Battlefield 2. Противоборствующими сторонами являются США и Россия.
Песню для игры записала шведская хэви-метал группа Corroded.

## Режимы игры
Два режима:
- Захват флага (классический) — от 3 до 4 контрольных точек. Чем больше точек вы контролируете, тем больше очков вы получаете (необходимо набрать 1000 очков). В этом режиме возможна ничья, при этом она указываться не будет, а команда получит прибавку по кредитам — к сумме победившего плюсуется сумма проигравших.
- Режим «Штурм»  — одна команда атакует, а другая обороняет. Обе стороны имеют 99 подкреплений для взятия/обороны двух передатчиков (M-COM). Если оба передатчика разрушаются, тогда обороняющая команда отходит на следующие две позиции (у обеих команд вновь 99 подкреплений) для защиты и так далее до тех пор, пока не будут уничтожены все передатчики данных (всего их от 6 до 8). Атакующая команда победит только тогда, когда все мкомы будут разрушены.

## Система классов
В игре присутствует четыре класса солдат:
- Штурмовик (Assault) — основное оружие штурмовая винтовка (оружие, по умолчанию — HK G3), кидает патроны другим игрокам, а также дымовые шашки. Для данного класса есть множество тактик — подрывы танков и лёгких танков с помощью C-4, атака и захват баз с помощью использования сигнального пистолета и дымовых шашек.
- Медик (Medic) — основное оружие ручной пулемёт (оружие, по умолчанию — MG3), имеет при себе аптечки (можете лечить себя и дружественных солдат), медик может получить в пользование дефибриллятор (оживляет смертельно раненного товарища, также можно наносить с помощью дефибриллятора урон, идентичный урону ножа), сигнальная ракета (вызова подкрепления).
- Инженер (Engineer) — тяжёлый класс, предназначенный в основном для поражения техники врага на дистанции. Вооружён РПГ-7, минами и XM25). Специалист по борьбе с бронетехникой и, наоборот, по починке техники (при непосредственном контакте). Имеет противотанковые мины, которые делают его чрезвычайно эффективным против бронетехники, и XM25 — гранатомёт, действующий по принципу шрапнельного выстрела. Предназначен для поражения противника, спрятавшегося в укрытиях. Основное оружие пистолет-пулемёт (оружие, по умолчанию — ПП-2000).
- Разведчик (Recon) — снайпер, основное оружие снайперская винтовка (оружие, по умолчанию — СВ-98), основной задачей которого является — прикрытие союзных солдат и уничтожение пехоты противника на больших расстояниях. Скорость передвижения разведчика выше, чем у других классов. Также из гаджетов имеет: Motion Sensor (датчик движения), Mortar Strike (бинокль, вызывающий миномётный удар в указанную точку), противопехотные мины M18A1 «Клеймор».

## История выпуска
Игра была анонсирована в ноябре 2010 года. Вышла 30 марта 2011 года.
Закрытое бета-тестирование игры началось 30 ноября 2010 года. Открытое бета-тестирование намечалось на 4 апреля 2011 года.
В бета-версии геймплей представлял собой лишь классический бой стенка на стенку с захватом контрольных точек. Если врагом захвачены все ключевые точки, то вы можете сделать респаун на базе или произведётся высадка в тыл противника.
12 июля 2012 года игру перевели на немецкий, французский, польский и русский языки.
14 июля 2015 года проект прекратил своё существование.

## Монетизация
На ранних стадиях игра требует регистрации, выбор персонажа (класс, изменение лица персонажа). Дополнительные персонажи — второй создаётся бесплатно, остальные слоты можно купить за деньги. Имеется возможность менять имена персонажей, однако эта процедура довольно дорогостоящая — 5899 фундов (free funds).
В игре присутствует магазин (как в Battlefield Heroes), где можно приобрести оружие и амуницию.
С 27 марта 2012 года в игре появилась бесплатная ежедневная рулетка (Daily draw). Раз в день можно тянуть 1 игральную карту из 8, при вытягивании выпадает какой-нибудь предмет (оружие, стволы, магазины, приклады, одежда, медикаменты или прибавка на кредиты/опыт), который даётся на время или навсегда.